# Tour Eqho
Tour Eqho (1988 bis 2011 Tour Descartes genannt) ist der Name eines Hochhauses im Pariser Vorort Courbevoie in der Bürostadt La Défense. Mit dem Bau wurde 1986 begonnen. Bei seiner Fertigstellung 1988 war der 131 Meter hohe Büroturm der Neunthöchste im Geschäftsviertel La Défense. Das Gebäude verfügt über 40 oberirdische Etagen und über eine Fläche von etwa 77.000 Quadratmetern. Entworfen wurde das Hochhaus von den Architekten Fernando Urquijo, Giorgio Macola und Jean Willerval. Ehemaliger Hauptmieter der Tour Eqho war der amerikanische IBM-Konzern, der in dem Gebäude seine Frankreich-Zentrale hatte (siehe IBM France). Seit 2015 wird ein großer Teil von KPMG France gemietet. Das Gebäude wurde bereits zweimal, 2000 und 2012 renoviert.
Der Büroturm ist mit der Métrostation La Défense und dem Bahnhof La Défense an den öffentlichen Nahverkehr im Großraum Paris angebunden.